# Robert Horton
Robert Horton (Los Angeles, 29 juli 1924 – aldaar, 9 maart 2016) was een Amerikaans acteur.

## Levensloop en carrière
Horton maakte zijn filmdebuut in 1946 in A Walk in the Sun met Dana Andrews. In de jaren 50 speelde hij onder meer naast Ronald Reagan en Louis Calhern. Zijn grootste rol zou hij spelen in de televisieserie Wagon Train, die liep van 1957 tot 1962, waarin hij onder meer met Ward Bond de hoofdrol speelde. In de jaren 60 speelde hij een hoofdrol in de Japanse film The Green Slime.
Horton kon ook goed zingen en speelde in musicals (Broadway) en bracht een elpee uit in 1964: "The Very Thought of You", vervolgens trad hij op in clubs in Australië en de Verenigde Staten.
Hij trouwde op 22 augustus 1953 in Las Vegas met zangeres en actrice Barbara Ruick, die hij had leren kennen tijdens de film "Apache War Smoke". In 1956 scheidden ze en ging zij trouwen met John Williams. Hij is totaal drie keer gehuwd geweest.
Horton overleed in 2016 op 91-jarige leeftijd.